# Lucius Veturius Philo (consul en -220)
Pour les articles homonymes, voir Lucius Veturius Philo.
Lucius Veturius Philo est un homme politique romain du IIIe siècle av. J.-C.

## Biographie
Lecius Veturius Philo est consul en 220 ; avec son collègue Gaius Lutatius Catulus, il mène une campagne contre les Celtes dans le nord de l'Italie. Il est dictateur en 217, mais doit démissionner après quatorze jours, et censeur en 210 av. J.-C. ; il meurt en charge. 
Il est le père de Lucius Veturius Philo (en), consul en 206 et maître de cavalerie en 205 av. J.-C..